# Панавижън
Panavision е компания за филмово оборудване, специализирана за кинокамери и обективи за тях.
Намира се в Удланд Хилс, Лос Анджелис, Калифорния. Създадена е от Робърт Готшолк.
През 1972 г. Panavision прави революция в процеса на филмопроизводството с появяването на стативно-раменната 35-mm кинокамера Panaflex. Компанията произвежда други революционни камери, такива като Millenium XL (1999) и цифровата камера Genesis (2004), които повлияват световното производство на кинокамери.
Panavision работи изключително в наемната сфера на услугите, тоест не продава произвежданата кинотехника, а я предоставя под наем. Компанията притежава уникално кинооборудване, не приличащо на продуктите на конкурентите ѝ. Всичко това позволява както вложенията в изследванията и развитието на производството да стават без съобразяване с цената при търговията на дребно, така и да се правят редовни усъвършенствания на своето оборудване.
Подразделенията и филиалите на компанията са разположени в САЩ, Канада, Мексико, Португалия, Испания, Франция, Италия, Ирландия, Великобритания, Белгия, Полша, Чехия, Румъния, Унгария, Бразилия, ЮАР, Индия, Малайзия, Тайланд, Китай, Япония, Австралия, Нова Зеландия и другаде.